# Кубок Муссолини (премия)

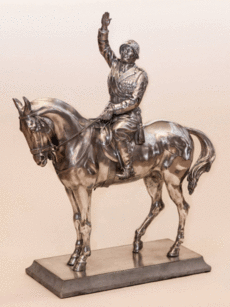
Кубок Муссолини

«Кубок Муссолини» (итал. Coppa Mussolini) — главная награда Венецианского кинофестиваля в период с 1934 по 1942 год.

## История
Премия основана в 1934 году и получила своё наименование по имени фашистского диктатора Италии Бенито Муссолини. До 1942 года оставалась официальным призом Венецианского киносмотра и присуждалась по двум номинациям: за лучший итальянский фильм и за лучший иностранный фильм.
В период существования этой награды помимо Венецианского кинофестиваля существовала только ещё премия «Оскар», что придавало Кубку Муссолини дополнительный престиж как единственной международной награде в области кино в Европе.
В 1939 году режиссёр Гоффредо Алессандрини получил за фильм «Абуна Мессияс» единственный в том году Кубок Муссолини — за лучший фильм.
С 1940 года международная кинокритика осуждала фестиваль в Венеции за идеологическую предубеждённость в вопросе присуждения его наград.
Режиссёром, получившим Кубок Муссолини чаще, чем кто-либо другой, стал Аугусто Дженина (обладатель премии в 1936, 1940 и 1942 годах).
В 1943, 1944 и 1945 годах Венецианский кинофестиваль не проводился ввиду военных обстоятельств, а в 1946 году был возрождён, но главный приз был переименован.
С 1949 года главным призом фестиваля стал Золотой лев.

## Обладатели «Кубка Муссолини»
| Год  | Фильм                                                              | Оригинальное название      | Премия                   | Режиссёр              | Страна              |
| ---- | ------------------------------------------------------------------ | -------------------------- | ------------------------ | --------------------- | ------------------- |
| 1934 | Тереза Конфалоньери                                                | Teresa Confalonieri        | лучший итальянский фильм | Гуидо Бриньоне        | Италия              |
| 1934 | Человек с островов Аран                                            | Man of Aran                | лучший иностранный фильм | Роберт Флаэрти        | Великобритания      |
| 1935 | Девушка из Неаполя                                                 | Casta diva                 | лучший итальянский фильм | Кармине Галлоне       | Италия              |
| 1935 | Анна Каренина                                                      | Anna Karenina              | лучший иностранный фильм | Кларенс Браун         | США                 |
| 1936 | Белый эскадрон                                                     | Lo squadrone bianco        | лучший итальянский фильм | Аугусто Дженина       | Италия              |
| 1936 | Император Калифорнии                                               | Der Kaiser von Kalifornien | лучший иностранный фильм | Луис Тренкер          | Нацистская Германия |
| 1937 | Сципион Африканский                                                | Scipione l’Africano        | лучший итальянский фильм | Кармине Галлоне       | Италия              |
| 1937 | Бальная записная книжка                                            | Un carnet de bal           | лучший иностранный фильм | Дювивье Жюльен        | Франция             |
| 1938 | Пилот Лучано Серра                                                 | Luciano Serra pilota       | лучший итальянский фильм | Гоффредо Алессандрини | Италия              |
| 1938 | Олимпия                                                            | Olympia                    | лучший иностранный фильм | Лени Рифеншталь       | Нацистская Германия |
| 1939 | Абуна Мессияс                                                      | Abuna Messias              | лучший фильм             | Гоффредо Алессандрини | Италия              |
| 1940 | Осада Алькасара                                                    | L’assedio dell’Alcazar     | лучший итальянский фильм | Аугусто Дженина       | Италия              |
| 1940 | Почтмейстер (экранизация повести Пушкина «Станционный смотритель») | Der Postmeister            | лучший иностранный фильм | Густав Учицки         | Нацистская Германия |
| 1941 | Железная корона                                                    | La corona di ferro         | лучший итальянский фильм | Алессандро Блазетти   | Италия              |
| 1941 | Дядюшка Крюгер                                                     | Ohm Krüger                 | лучший иностранный фильм | Ханс Штайнхоф         | Нацистская Германия |
| 1942 | Бенгази                                                            | Bengasi                    | лучший итальянский фильм | Аугусто Дженина       | Италия              |
| 1942 | Великий король                                                     | Der große König            | лучший иностранный фильм | Файт Харлан           | Нацистская Германия |